# إتحاد سيدي أمحمد بن علي
الإتحاد الرياضي لبلدية سيدي أمحمد بن علي هو نادي كرة قدم جزائري تأسس عام 1948 في مدينة سيدي امحمد بن علي ينشط حاليا في بطولة الجهوي الأول لرابطة وهران لكرة القدم..بملعبه (ملعب الشهيد عدة مخطاري )